# Kościół Matki Bożej Nieustającej Pomocy w Wójtowicach
Kościół Matki Bożej Nieustającej Pomocy – rzymskokatolicki kościół filialny w miejscowości Wójtowice (województwo opolskie). Świątynia należy do parafii Apostołów Szymona i Judy Tadeusza w Jędrzejowie w dekanacie Grodków, diecezji opolskiej.